# Закон економії часу
Закон економії часу — закон, який виражає внутрішньо необхідні, сталі й суттєві зв'язки між зменшенням суспільне необхідного робочого часу на виробництво одиниці товару та послуги у процесі розвитку продуктивних сил та зростання вільного часу працівників.

## Складові закону економії часу
- економія робочого часу,
- економія неробочого часу,
- економія вільного часу.

Дія закону безпосередньо пов'язана з використанням сукупного фонду часу, тобто робочого і неробочого (в тому числі вільного). Конкретні форми вияву закону економії часу — економія живої та уречевленої праці на виробництво одиниці продукції. У різних соціально-економічних умовах закон економії часу діє неоднаково, залежно від характеру, стану й мети, яким підпорядковане суспільне виробництво. За наявного суспільного фонду робочого часу його економія позитивно впливає на збільшення загальної кількості продуктів праці та відповідних послуг. Аналіз закономірностей розвитку суспільного способу виробництва підтверджує, що суспільство, якому постійно вдається забезпечувати економію часу, створює широкі можливості для неухильного зростання суспільного фонду вільного часу працівників.

## Важливі умови реалізації закону економії часу
- науково-технічний прогрес,
- раціональніше використання засобів виробництва та робочої сили,
- впровадження нових технологій,
- стабільне підвищення виробничої кваліфікації,
- зростання культурно-технологічного рівня працівників,
- розвиток творчої ініціативи працівників,
- вдосконалення організації виробництва та праці,
- пошуки нових методів управління господарством, насамперед економічних.

## Історія[джерело?]
Найвищу економічну ефективність (а отже, й найбільшу економію часу) досягнуто за сучасного капіталізму. Водночас у межах цього способу виробництва здійснюється значна розтрата суспільного багатства. Так, у 1948-83 недовиробництво промислової продукції через економічні кризи у США, Англії та Франції становило приблизно 978 млрд. дол. Через незадіяність виробничих потужностей під час криз втрати США за цей період сягнули 2,6 трлн. дол., втрати робочого часу від безробіття — 166 млн. людино-років, що еквівалентно недовиробництву матеріальних цінностей приблизно на 6,7 трлн. дол. В умовах глибокої економічної кризи в Україні в 90-х XX ст. зростання безробіття, фізичного та морального зношування техніки, значного зниження життєвого рівня населення та інших негативних факторів закон економії часу не діяв. Народному господарству України було заподіяно вдвічі більше збитків, ніж під час Другої світової війни.